# Pfalzweyer
Pfalzweyer település Franciaországban, Bas-Rhin megyében. Lakosainak száma 324 fő (2022. január 1.). Pfalzweyer Berling, Hangviller, Vilsberg és Eschbourg községekkel határos.

## Népesség
A település népességének változása:
| Lakosok száma | 318  | 319  | 329  | 321  | 320  | 318  | 322  | 320  | 324  |
|               | 2013 | 2015 | 2016 | 2017 | 2018 | 2019 | 2020 | 2021 | 2022 |